# 罗宾斯报告
罗宾斯报告（Robbins Report）是英国政府在1960年代委任高等教育委员会对英国高等教育的前景所进行的发展规划，该委员会在1961年-1964年间的主席是经济学家莱昂内尔·罗宾斯。报告发表以后，政府在1963年10月24日采纳了报告的结论。
罗宾斯报告建议，立即扩大高等教育的规模，将所有高级技术学院（Colleges of Advanced Technology）升格为大学。此后，英国的高等教育发生了“进一步大扩展”，于是，全日制大学的学生数从1967年-1968年学年的197,000人上升到1973年-1974年学年的217,000人。
罗宾斯报告的遗产显而易见。它导致了一批平板玻璃大学的成立，其中包括巴斯大学、东安格利亚大学、罗浮堡大学、约克大学和华威大学等，并且推动英国已有大学进行实质性的扩充。

## 外部連接
- 報告全文 （页面存档备份，存于）